# Oxychilus farinesianus
Oxychilus farinesianus is een slakkensoort uit de familie van de Oxychilidae. De wetenschappelijke naam van de soort is voor het eerst geldig gepubliceerd in 1870 door Bourguignat.